# River Yeo (vattendrag i Storbritannien, lat 51,08, long -4,07)
River Yeo är ett vattendrag i Storbritannien.   Det ligger i riksdelen England, i den södra delen av landet, 280 km väster om huvudstaden London.